# C'est beau mais c'est triste
 (mars 2024).
Si vous disposez d'ouvrages ou d'articles de référence ou si vous connaissez des sites web de qualité traitant du thème abordé ici, merci de compléter l'article en donnant les références utiles à sa vérifiabilité et en les liant à la section « Notes et références ».
C'est beau mais c'est triste est un roman policier d'Antoine de Caunes paru en 1998. Il est la suite du best-seller C'est bon, mais c'est chaud (1990).

## Résumé
Le roman raconte l'histoire d'un détective privé new-yorkais, Sam Murchinson, qui enquête sur le meurtre sanglant d'un de ses amis, Joe. Arrivé en France, Sam se rend chez son ami français : Antoine de Caunes. Tous deux arrivent alors sur la piste d'un vin français datant de la Seconde Guerre mondiale, le Bittzer Brau.